# 23 Brygada Artylerii Przeciwpancernej

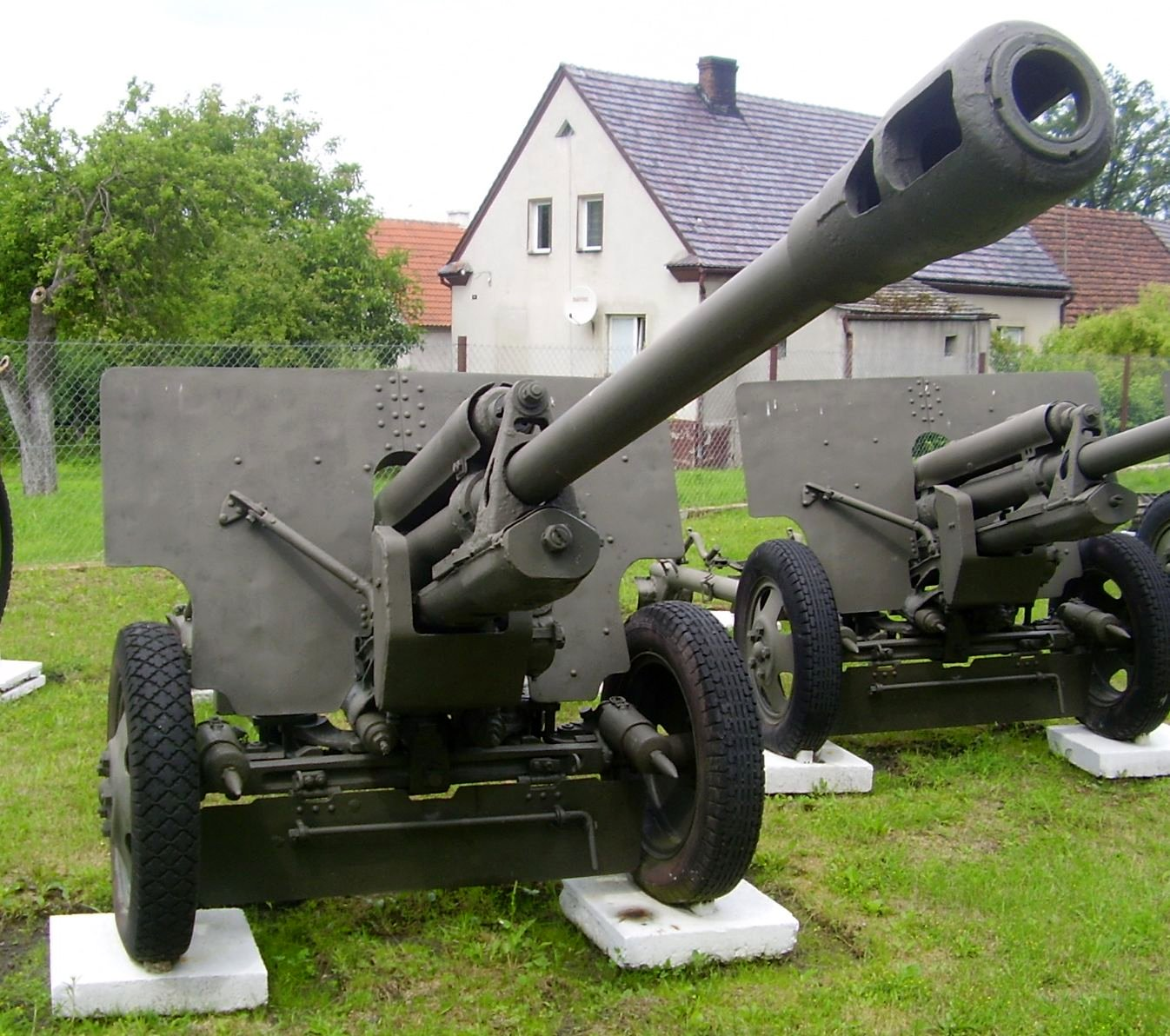
Armata dywizyjna wz. 42 ZIS-3

23 Brygada Artylerii Przeciwpancernej (23 BAPpanc.) – związek taktyczny artylerii przeciwpancernej Wojska Polskiego w latach 1951–1955.

## Historia jednostki
W zatwierdzonym 6 listopada 1949 siedmioletnim planie rozwoju wojska w latach 1949–1955 (plan "L") zakładano między innymi:
- w roku 1951 sformowanie 106 pułku artylerii przeciwpancernej w Kaliszu i dyslokowanie 92 pułku artylerii przeciwpancernej z Bolesławca do Pleszewa,
- w roku 1953 sformowanie Dowództwa 23 Brygady Artylerii Przeciwpancernej,
- w roku 1954 sformowanie 110 pułku artylerii przeciwpancernej w Jarocinie.

12 lutego 1951 zatwierdzony został "Przyśpieszony plan zamierzeń organizacyjnych na lata 1951-1952". Nowy plan zawierał istotne różnice w stosunku poprzedniego, a jedną z nich była decyzja o sformowaniu do końca roku 1951 trzech brygad artylerii przeciwpancernej (22, 23 i 28).
23 Brygada Artylerii Przeciwpancernej sformowana została w terminie do 1 grudnia 1951. Dowództwo brygady i 110 papanc. stacjonowało w garnizonie Kalisz, 144 pappanc. w Jarocinie, a 156 pappanc. w Pleszewie. Brygada podporządkowana była dowódcy Okręgu Wojskowego Nr IV we Wrocławiu. Pułki 110 i 156 formowane były na podstawie etatu nr 4/57 pułku artylerii przeciwpancernej z 7 marca 1951, 144 papppanc. formowany był w oparciu o etat nr 4/58 pułku artylerii przeciwpancernej z 7 marca 1951, natomiast dowództwo brygady na podstawie etatu Nr 4/56. Zgodnie z etatem nr 4/57 pułk miał być uzbrojony w 26 armat przeciwpancernych kalibru 57 mm lub 76 mm, natomiast etat Nr 4/58 przewidywał 22 armaty przeciwpancerne kalibru 100 mm.
W terminie do 20 grudnia 1955 rozformowane zostały: dowództwo brygady. oraz 110 i 144 pappanc. Kadra i sprzęt z likwidowanych jednostek przekazana została do 156 pappanc. w Pleszewie, który przeformowany został na etat nr 4/113.
30 września 1967 jednostka przemianowana została na 20 pułk artylerii przeciwpancernej.

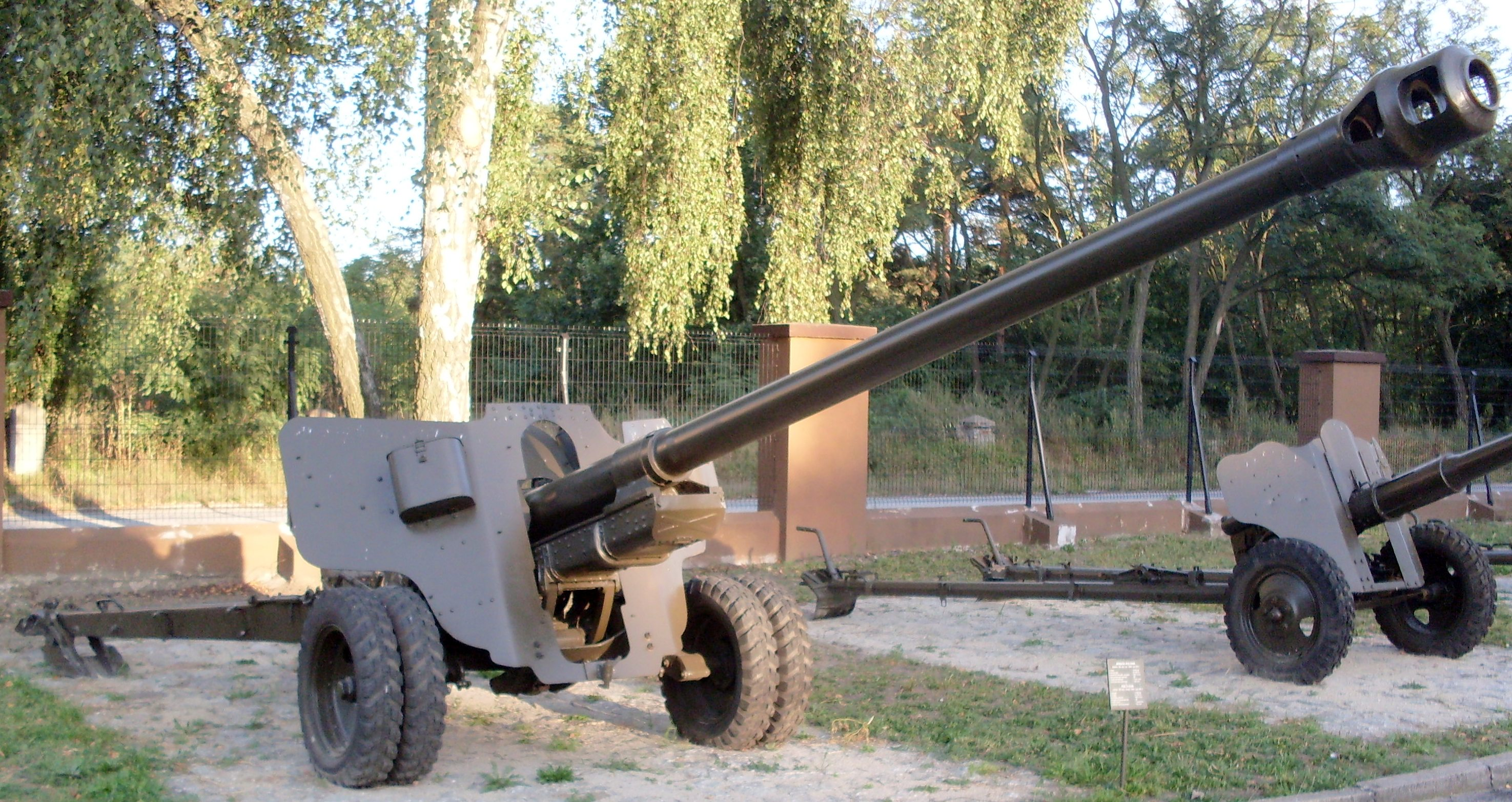
100 mm armata wz 44 typ BS-3

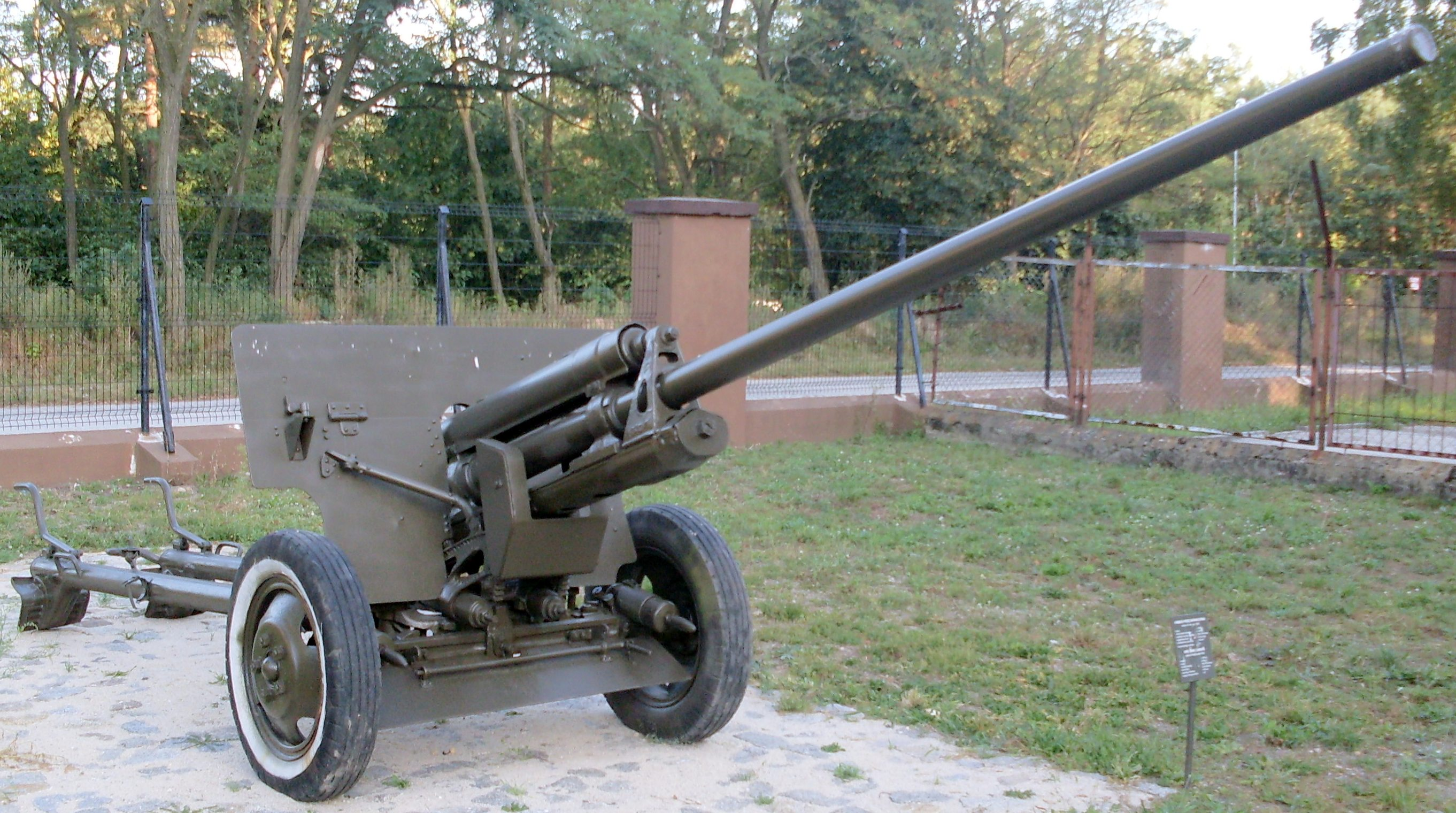
57 mm armata ppanc wz 1943

## Dowódcy brygady
- ppłk Seweryn Niedzielski (AR)

## Skład organizacyjny
- Dowództwo 23 Brygady Artylerii Przeciwpancernej w Kaliszu (JW nr 2602)
- 110 pułk artylerii przeciwpancernej w Kaliszu
- 144 pułk artylerii przeciwpancernej w Jarocinie
- 156 pułk artylerii przeciwpancernej w Pleszewie

Etatowo brygada liczyła 1438 żołnierzy i 82 pracowników cywilnych. Uzbrojenie stanowiło 76 dział, w tym 22 armaty 100 mm BS-3, 26 armat ppanc 76 mm ZIS-3 oraz 26 armat ppanc ZIS-2